# 高根島

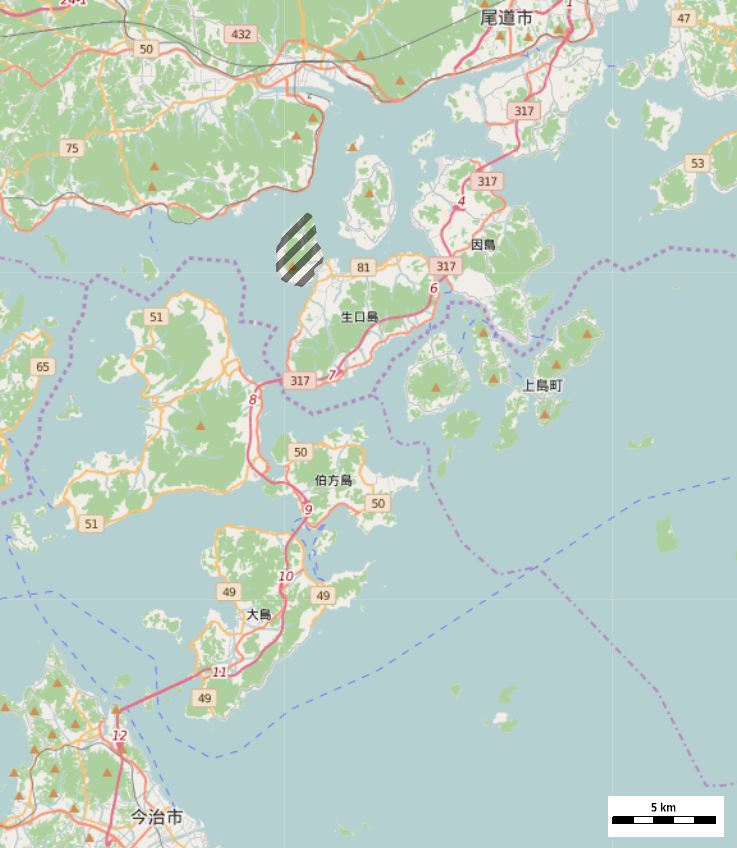
斜線部が高根島

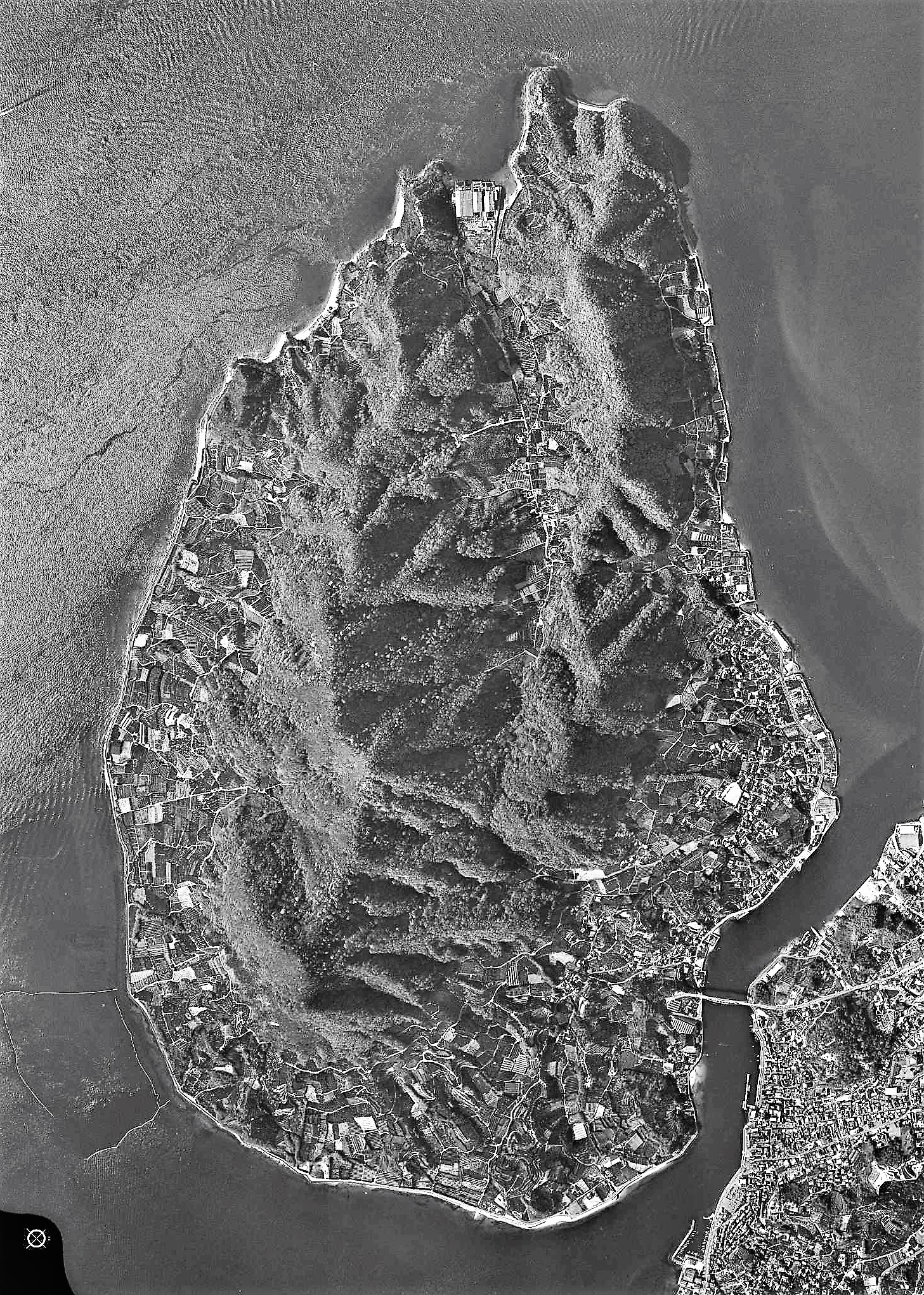
2005年

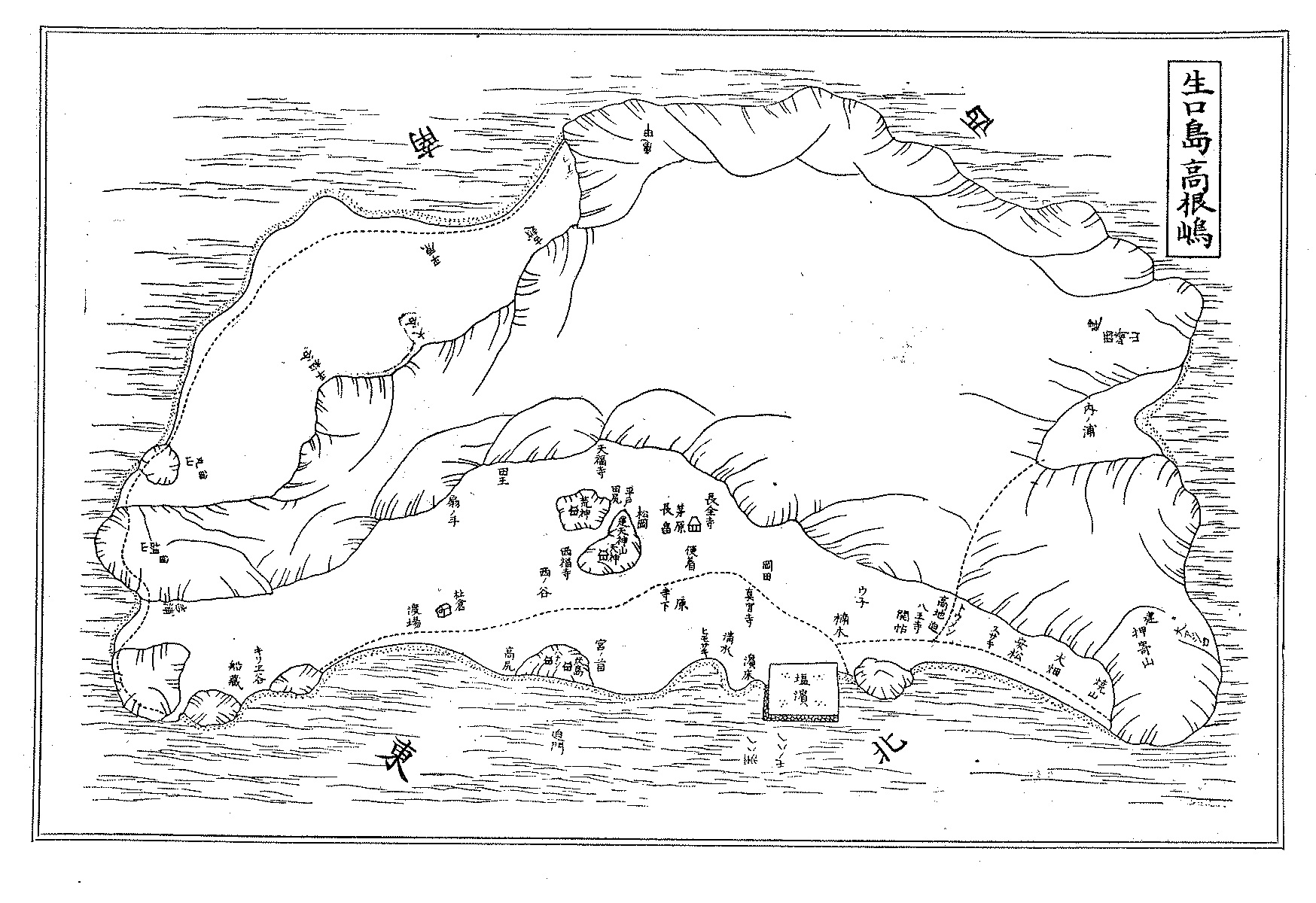
藝藩通志　巻八十六　生口島高根嶋図(1825年)

高根島（こうねしま）は、日本の瀬戸内海中部にある芸予諸島の有人島のひとつ。広島県尾道市に属する。みかんを主とした柑橘類の栽培が盛ん。

## 地理
島の西岸は青戸瀬戸で本州（三原市須波町、三原市幸崎町）と隔たれ、東南岸から瀬戸田水道を挟んだ向かいには生口島があり、両島は高根大橋（延長 205 m）で結ばれている。

### 地域名の由来
島には先述の山が2つあり、「四里の小島に高嶺がある」という言葉が島の名の由来となっている。かつては高嶺島（香根島）と表記されていたが、名前を改め高根島となった。
芸備国郡志(1633年)には加宇称浦と言う記述が見られる。これが高根島のことであれば「かうね」と読むことが出来、発音としては「こうね」であるという頃は容易に推察できる。尚、島内の小字に「宇根」（宇祢・ウネ）がある。また、天保年間の天保国絵図安芸国では高根島（髙根嶋）として集落は「かう祢」となっている。

## 地形

### 山
島内に二つの山脈がある。
高根山　畝垣山　西崎山
島の西側にある山脈・連峰（標高 310.2 m・322 m・157 m）。三つの嶺が連なる。310.2mの峰は高根山、最高峰322mの峰は畝垣山、157mの峰は西崎山とされる。山の南西部の形状から南端の峯は地元では「片富士」と呼ばれる。「滝山 / 瀧山」とも呼ばれ、山頂より少し下がった大岩の上には、「石鎚山・大峯山信仰」の役行者・蔵王権現・不動明王・毘沙門天石像(それぞれ33センチメートル)の祠、その下に33年に一度開帳される「瀧山観音」を祀る観音堂があり、背後の大岩には西国三十三観音・薬師如来三尊の石像が祀られている。この観音堂へ続く山道の入り口には「大峯山」・「石鎚山」が併記された鳥居が残っている。ただし、農道拡幅のため10メートルほど山側に移設されている。また、瀧山の字名の通り過去には観音堂付近に少量ながら湧水があったが柑橘栽培のためのボーリング井戸の乱掘によって涸れてしまった。
龍王山
島の東側にある山脈・連峰（標高 218 m・162 m）。中央部の峯に、その名の元となった「龍王」を祀る祠がある。

### 谷
内ノ浦谷
前述の山に挟まれる形で「三里の島に四里の谷」といわれるほど、11㎞の島としては大きな谷がある。内ノ浦谷を島の人々は「ウチンダ」という。

## 地質
風化花崗岩地質が主に占める標準的瀬戸内気候の土地である。夏季に雨量が少ない。
高根島石
高根島で産出される黒い石。海岸で波に洗われたものが、水をよく含み艶のある黒が美しいため、水石・盆石として珍重されていたが、好事家による乱獲によって良いものは出土しない。

## 社会

### 行政区
明治の市町村制施行までは近隣の瀬戸田町・沢村・鹿田原村・中野村・福田村などとは異なり村名は無く、「高根島」であった。
1889年（明治22年）の市町村制施行時には高根島村として一島一村。であったが、1944年（昭和19年）に瀬戸田町と合併、瀬戸田町となる。2006年（平成18年）1月10日には因島市とともに尾道市に編入合併された。

### 地域・集落
現在の地名表記は、広島県尾道市瀬戸田町高根である。郵便番号は722-2412。
高根島の集落は歴史的に島の東岸部特に瀬戸田水道沿いに集中し、西岸部に島住民の住居は現在は存在しない。
かつて西岸部の農地は能地（現：三原市幸崎町能地）の住民が所有、農船を乗付けて耕作していたためという、当時は農機具を収める納屋を兼ねた小屋があり起居していた者もいたというが、最後の人別に高根島の住民としては記載がなかった。大正－昭和初期に高根住民が西岸部の農地を完全に取得した後も整備された道路がないため東岸部から農船を利用して耕作を行っていた結果数棟残り、隠居として利用する者もいたが、島一周の沿岸道路や農道の整備、バタンコの登場によって東岸部へと居を移していった。
このほか島の北部の内ノ浦に東岸南部から農地開拓で転居した住居が存在している。これは地理的に内ノ浦へ向かうには昭和20年代に後述の高根隧道が出来るまでは、農船を利用する外は高根隧道の上の峠をつづら折りの小道で超えるか干潮時に今の高根灯台下を経由する海浜を進むしかなく、却って島南部から小字天福寺を経由して高根山と竜王山の間の峠を通る里道が一番の近道で主要なルートであったためである。（内ノ浦の奥・島中央部までミカン畑が広がっているのはこのためであるが、現在は峠周辺の里道が車道としては未開発のため高根隧道経由となり、近年は最奥部の農地から耕作放棄されている。）

## 歴史
律令国としては隣接の生口島とともに安芸国に属し、豊田郡であった。
江戸時代はその初頭を除き、広島浅野領で、三原浅野家老支配下である。

### 七軒竈
伝承に七軒竈というものがあり、高根島に最初に居住したのはこの7軒とされる。天福寺（島内の口碑では天福寺という廃寺があったとされるが、芸藩通誌の地図には寺院遺構を示す「跡」という字はなく小字のみが載っている）・寺屋敷（束石が遺構として残る）、真観寺という小字付近に7軒のほとんどが住んでいたとされる。実際には江戸期はこの小字付近に数カ所加えた地区で居住していた。（現在は農地や別の一族の住居となっており比定が困難）。

### 近世後期
芸藩通誌によれば、高根島 戸数129戸、「民農余採樵また塩田なり」とある。

## 産業
現在の産業は柑橘類の栽培が主幹であるが、ここでは過去の産業についても記載をする。

### 農業
柑橘栽培の農業が主幹産業であり住民の八割はこれに携わっている。一周11キロメートルに満たない島としては高い山を持つこと、穏やかな気候と海面からの強い反射光を生かし商品性の高いミカンを生産することから、昭和中頃には柑橘の名産地として全国に名を馳せた。高根島でとれるミカンは特に高根みかんとよばれる。
温州ミカンの生産が始まるまでは、除虫菊・タバコ・麦などを生産していた。
昭和初期までは水田もあったが夏季の降水量が少ないことから生産量が乏しく早々に廃田しミカン園に転換している。
昭和20年代から40年代は温州ミカン（早生品種）の一大産地として東京圏(荏原市場・神田市場)・関西圏（京都市場）に出荷され名を馳せていた。このため高根農協として単独で島内に選果場を持つなど有力農協であったが、国策による農協の合併の流れから瀬戸田農協に組み込まれた。なお、前述のとおり東京・関西圏が主要な市場であったため、同じ県内にありながら広島市内にはあまり名が知られていない。
昭和50年代までは、同品種が主品目であったが、現在は多様な品種（雑柑類）を栽培しておりこれといった特定品種は存在しない。
瀬戸内の柑橘畑の特徴としては山頂まで続く急峻な石積みの段々畑が知られているが、高根島では標高100m辺りで地形や水利の関係から園地は終端を迎えており、その終端部でも石積みの段々畑になっていない（農道や農地の高低差回避のための石積みはある）。

### 漁業
古くは採漁の記録があるものの、柑橘栽培が盛んであったため、漁業権に興味がなかったのか設定されていない。このため近辺の海域で昭和末期から平成初期に起こった「海砂過剰採取問題」の際には沿岸土砂流失被害を受けたものの、漁業補償金による保証は一切受けていない。空中写真左下のオイルフェンスに囲まれた海域とその上部海域は、海砂過剰採取からの海底回復事業の区域で港湾浚渫により発生した土砂を投入していたものである。
瀬戸田漁協の組合員はいるが、係留されている小型船は遊漁用である。

### 塩業
塩田があったが、生産量が乏しかったためか、最後まで入浜式塩田が残った地域としては珍しく昭和初期には廃田となっており、柑橘類の栽培が盛んになった昭和期には埋め立てられて農地に転用された。

### 工業
島北部、内ノ浦に造船所で組み立てられるブロック（船舶部材）を製造している鉄工所が存在する。

## 神社・仏閣

### 神社
高根厳島神社（こうねいつくしまじんじゃ）
島内では尊敬を込めて「赤宮（あかみや）」と呼ぶ。イツキシマノヒメを祀るが、その木像の姿は弁財尊天であると言われる。元々は、海岸の浜より直接参拝する形の境内であったが、昭和期の護岸と直前に小型旅客フェリー発着のための「滑り」の整備により、沿岸道路を挟む形となっている。近年の防災工事により境内裏の崖が改修されている。例祭として管絃祭ホーランエが行われている。
高根八幡神社（こうねはちまんじんじゃ）
別名：沖津八幡宮。承久年間勧請。祭神は八幡大神。
　脇社
　馬取神社。主神：馬取大明神（まとりだいみょうじん）。小字大ノ浜にあったが神社合祀令により脇社として合祀された。芸藩通志の図にあるように昭和初期ごろまでは塩浜北に小丘（馬取山）が残っていたがほとんどが塩浜の埋め立てに使われてしまい、なだらかなふくらみのあるミカン畑となっている。当時は「まとうさん」と呼ばれ、年に一度の縁日には出店があるなど周辺部落の信仰を集めていたという。境内地に石灯篭があり、江戸時代には周囲の民家数軒による持ち回りで夜間に灯明を絶やさないようにしていた。
　天神社。菅公。字松岡にあったが神社合祀令により脇社として合祀された。現在もミカン畑の小丘（天神山）に遺構が残る。 　荒神社。神社合祀令により脇社として合祀された。元の場所はミカン畑となっている。
　妙見社。北辰妙見。字西ノ谷にあったが神社合祀令により脇社として合祀された。
　立地
　八幡神社は海に面した10mほどの小丘に建っており、古くは「鼻」と呼ばれる地形であったものと思われる。その丘はそのまま後述の長全寺へと連なり竜王山へとつながっている。この丘には1338年(建武6年)小早川惟平が地頭として入島し館を建てたという記録があるが。付近に居館跡を示す遺構などは存在しない。
　手水
　現在は石鳥居前の沿岸道路が参道の入り口となっているが、さらに海に向かってコンクリート製の階段があり、その脇には石製の手水鉢が置いてあり神事に使われる。干潮時のみ現れほぼ水没しているが、これは県道指定以前から存在した里道の海側に設置されていたものが道の拡幅で徐々に海側へと移動した結果である。八幡神社・厳島神社の参拝は浜より海水を汲み、手・足・口を清め石段を上がっていくのが正しい姿であった。現在は境内に別の手水が用意され水道の蛇口から水を用いる。
　砲弾
　境内地には砲弾（徹甲弾）が4発（径280ミリ×長1035ミリ、2発。径120ミリ×長350ミリ。径140ミリ×415ミリ、各1発）が置かれている。日本海軍の記録に大正13年6月30日付で呉鎮守府宛に高根尋常高等小学校へ三十糎被帽徹甲弾（ボフォース）4個、三十六糎魚型水雷実用頭部を1個の下付訓令があり、形状などから大きいサイズの砲弾が該当する。古老の話では「学校にあったものは太平洋戦争中に供出した、今のは陸奥の砲弾」、また別の古老によると「平和時代にふさわしくないので戦後小学校から移設した」とのこと。残りの小型弾2発は詳細不明。
その他の祠堂
宇賀神
長全寺参道口の一般住宅敷地内にある。
愛宕神
竜王山登山口にある。
（名称不明）
竜王山頂にある小祠。山名から判断するに竜王を祭るものと思われる。明治時代にはここで雨乞祈祷が行われた事が判っている。関連するものとして長全寺に竜王経が伝わる。

### 寺院

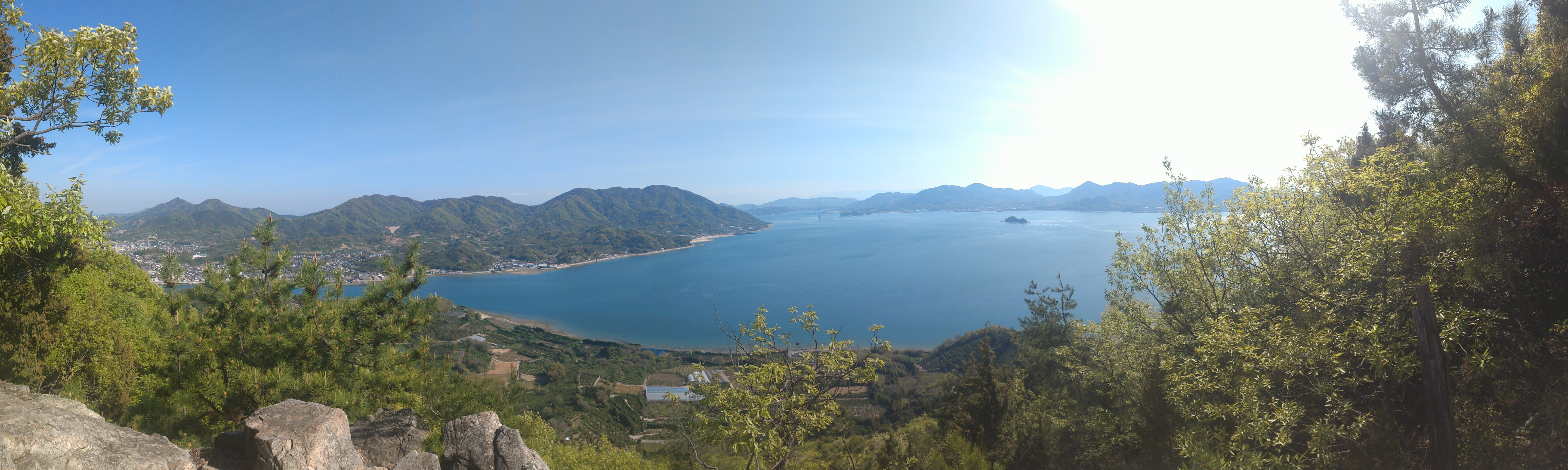
瀧山観音堂裏の大岩上方にある石鎚山・大峯山より四国石鎚山方面を望む。多々羅大橋の向こうにうっすらと見えるのが石鎚山。

長全寺（ちょうぜんじ）
字 寺本にある、曹洞宗（本尊 : 阿弥陀如来）の寺院。永和年間の経典には、「香根島長善寺」として残る。

瀧山観音堂
高根山南腹・字 瀧山にある、背後に大岩を背負う形に建っている。本尊は十一面観音菩薩（秘仏）で33年に一度開帳される。創建年代不詳。 生口島御寺の光明坊と関わる伝説が残っている。後白河法皇皇女武子内親王は如念尼として出家し、この地に住まいした。法然が讃岐配流の折にここを訪れ布教をした。その後、如念尼はこの地で生涯を終えた。讃岐に炭焼きの小五郎という人が如念尼の死去を聞きこの霊を弔うために３つの石（別子の霊石と言われている）に観音像を刻み筏に乗せて海に流したという。一つは岩城島に漂着し祥雲寺の観音として祀られている。もう一つは瀨戸田の室浜に流れ着き海護院に祀られた。海護院は旧瀬戸田町の海水プール跡地にあったと言われ今は存在しない。その場所は古くは「かいご」と呼ばれていたという。のこり一つは垂水の沖に沈んだという。
言い伝えに、福田に漁師がいた。いつものように網を入れていたがその日は不漁で引き上げようと網を揚げようとすると何か引っかかっている。大物かと思い夫婦二人で引き上げると大きな石がかかっていた。がっかりして石をうち捨てて帰路についた。次の日、別な場所で網を入れると昨日と同じ石がかかったが不思議なことがあるものだと復うち捨てて帰った。更に翌日別な場所で網を入れるとまた同じ石がかかった、これは何か験のあることに違いないと今度は持ち帰って家に祀った。その夜夢枕に観音様が立ち「網にかかった石を高いところに祀って欲しい、そうしたら海難なく過ごせるようにしてやろう」と告げた。早速漁師は有志を募り大隅屋に相談を持ちかけた。そこの主人が発起人となり現在の高根島瀧山に祠を建て、石を本尊として祀った。祠は大工タケダヤバンジの発案で大隅屋の方角を向いているという。
漁師の網にかかった石の観音像を祀ったといい、普段は白衣観音の影をした天然石が祀られている。近在に広く信仰を集めたと見え、石塚に鹿田原・福田などいずれも瀬戸田町内集落の名が見える。 また、堂内には江戸時代中頃の俳額が献納されており雅号には瀬戸田町近在の名が見られる。
島内（西国）観音30番。島内八十八ヵ所88番。 古くは、旧暦3月18日に春季法要が行われ、その日は境内に出店が立ち賑わっていたという。1994年(平成６年)より新暦4月の第二日曜日に春季法要が行われるようになった。
背後の大岩に沿って西国三十三観音の石仏が20体ほど見える。（実際には33体以上あるものと推察されるが、岩の中段以上の確認が出来ない。）前述の島内観音30番宮殿の勧進の記載から、長全寺堅巌和尚、光福寺（瀬戸田町荻、曹洞宗）天信和尚と所縁があると推察されている。
また、1876年（明治9年）の日付のある薬師三尊像の石彫仏があり、長全寺十一世の銘がある。 1942年（昭和17年）には長全寺の礼拝所として申告されている。
前述のように、観音信仰と一体化した石鎚信仰の場所でもあり、背後の大岩の上には役行者・蔵王権現・毘沙門天の石像があり四国石鎚山を臨んでいる。
峠尾観音堂
西の集落の小岡にある。ふるくは下ノ観音と呼ばれていた。本尊は如意輪観音（石像）。創建年代不詳。同時に半跏観音菩薩石像をまつる。島内（西国）観音13番。境内地に長全寺堅巌和尚、光福寺（瀬戸田町荻、曹洞宗）天信和尚の名が刻まれた宝篋印塔（法華塔）が立っている。また、ソメイヨシノと思しき桜があり瀧山観音堂・虚空蔵堂と共に毎年4月第2日曜日に桜まつりがおこなわれている。古くは、旧暦3月18日に春季法要が行われ、その日は境内に市が立ち賑わっていたという。
1942年（昭和17年）には長全寺の礼拝所として申告されている。
虚空蔵堂
虚空蔵菩薩石像を祀る。

## 構築物・アート作品
特徴ある構築物等を記載する。

### 構築物
- 高根島灯台

1894年（明治27年）5月15日に初点灯の灯台で、日本の灯台50選に選ばれている。

### アート作品
1989年開催のアートプロジェクト「瀬戸田ビエンナーレ」により設置された17作品のうちのひとつ。「瀬戸田町・しまごと美術館」の1作品。
- 保田春彦作 「球を包む幕舎」

作家により大字松岡の海岸に設置が指定された。
- 松永真作「千里眼”のぞいてみよう、瀬戸田から世界が見える。”

作家の指定により1基が島内吉浦に設置されていたが、尾道市の道路工事に伴い撤去、3基ともサンセットビーチに移転されている。もともとの意図は、瀬戸田港に設置された小型のオブジェから中型のオブジェを通して高根島にあった大きなオブジェを望むようになっていた。
過去の設置物であるが、作家の意図を残すために記載する。

## 交通

### 道路
広島県道370号高根島線 （島を一周する道路）

#### 高根大橋
高根大橋（こうねおおはし）は、瀬戸内海の瀬戸田水道に架けられた高根島と生口島を結ぶ道路橋で、尾道市道（高根大橋線）の橋である。
広島県の「高根地区団体営農道整備事業」により建設され、1970年（昭和45年）7月27日に開通。両端を固定したアーチリブに支持される中路式ローゼ橋を採用し、鋼橋のソリッドリブ固定アーチ橋は当時の日本では前例のない形式であった。柑橘類の栽培が盛んな高根島にちなみ、橋の色は柑橘系の色が採用され当初はオレンジ、現在は柑橘系の明るいオレンジとなっている。着工から50年を迎える2014年(平成26年)より4年をかけて基幹農道整備事業として耐震工事など若返り工事が行われた。現在、補強部分の塗色の非透過色と数十年経った塗色が混在している。

#### 内の浦トンネル

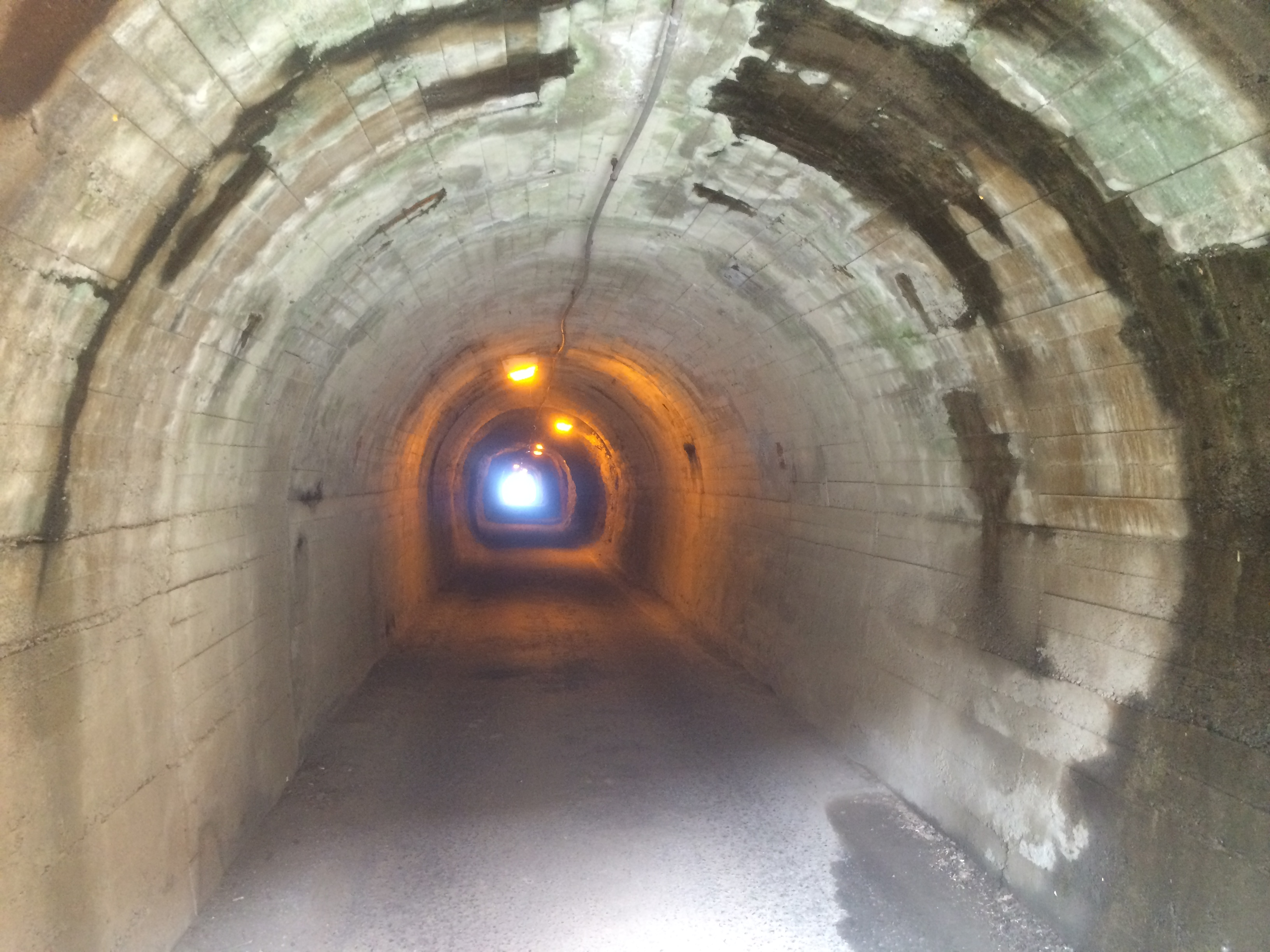
内の浦トンネル（旧トンネル）

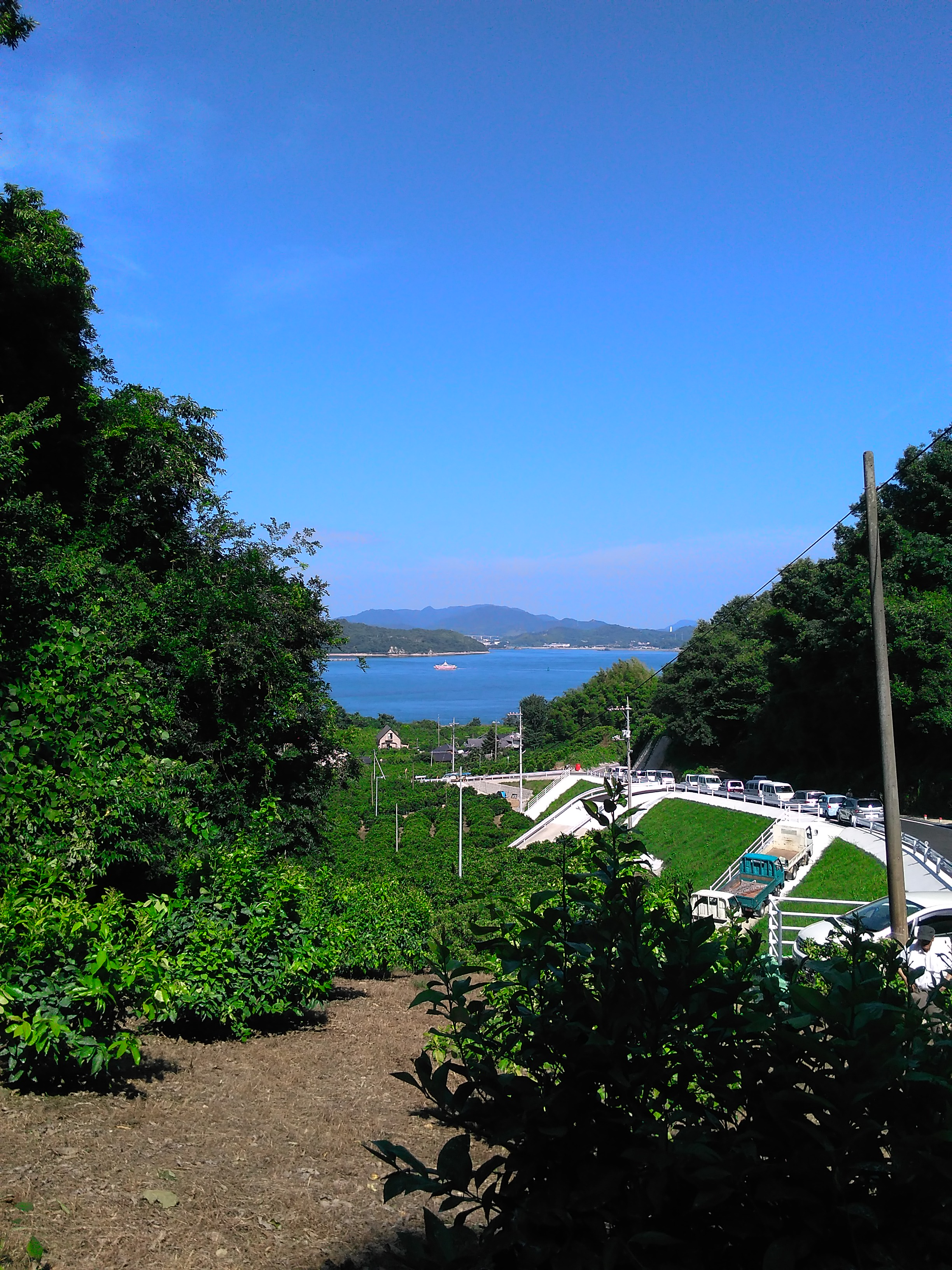
内の浦トンネル出入口脇より東側を望む。

内の浦トンネル（うちのうらトンネル）は、島を一周する広島県道370号高根島線に設けられたトンネルである。
1952年（昭和27年）に素掘りのトンネルとして開通。2014年（平成26年）6月から拡幅工事に着手し、2015年（平成27年）7月にコンクリート造りのトンネル（延長 111 m、幅員 4 m）として改修完了。

### 公共交通
- 本四バス開発

### 海上交通（航路）
現在定期旅客航路はない。